# Ceroctena
Ceroctena é um gênero de traça pertencente à família Arctiidae.